# Gaio Livio Salinatore (pretore 202 a.C.)
Gaio Livio Salinatore (latino: Gaius Livius Salinator; 241 a.C. circa) è stato un politico e militare romano.

## Biografia
Nel 211 a.C. venne eletto pontifex per sostituire Marco Pomponio Matone, che era morto quell'anno.
Divenuto edile curule, fece porre sul Campidoglio alcune quadrighe d'oro.
Nel 202 a.C. venne eletto pretore e gli fu affidato il Bruttium.